# Szarov
Szarov (oroszul: Саров) zárt város Oroszország Nyizsnyij Novgorod-i területén, de a település egy része átnyúlik a Mordvin Köztársaságba. 1946–1991 között az Arzamasz–16, rövid ideig, 1991-től 1995-ig a Kremljov nevet viselte. Atomfizikai kutatóintézetével a szovjet, majd az orosz atomfegyvergyártás egyik fő központja.
Lakossága: 87 652 fő (a 2002. évi népszámláláskor); 92 047 fő (a 2010. évi népszámláláskor).

## Története
Az Arzamasz–16 elnevezésű zárt katonai objektumot 1946-ban hozták létre  szovjet atomfegyverprogram központjaként. Helyéül az egykori szarovi remetelak kolostorát jelölték ki, ennek tiszteletére keresztelték át 1995-ben Szarov névre a várost.
Az itt dolgozó kiváló fizikusok és mérnökök – köztük Julij Hariton, Andrej Szaharov és Jakov Zeldovics akadémikusok – három év alatt készítették el az első atombombát. A központ létezése és holléte önmagában is államtitok volt, egészen az első kémműholdak felbocsátásáig. Mára a titkosítás csak az új generációs fegyverek kidolgozásával összefüggő munkákra vonatkozik.
Az egyik legféltettebb objektum a Nyizsnyij Novgorod közelében lévő Szarovban az a raktármúzeum, amelyben megtalálható az 1949 óta megépített minden orosz nukleáris fegyver egy-egy példánya. A múzeum jelenleg, átmenetileg nem látogatható. A múzeumot 1992-ben Borisz Jelcin látogatta meg.